# Fisz
Fisz, właśc. Bartosz Waglewski (ur. 19 marca 1978 w Warszawie) – polski muzyk, kompozytor, wokalista i instrumentalista, a także producent muzyczny. Pisze teksty, zwykle oparte na zabawie słowem. Zajmuje się także malarstwem. Członek zespołów Tworzywo Sztuczne, Bassisters Orchestra, Kim Nowak oraz radiowej orkiestry The Redaktors. Wraz z ojcem – Wojciechem Waglewskim – prowadził audycję „Magiel Wagli” w Programie Trzecim Polskiego Radia, a aktualnie audycję „Wagle” w internetowym Radiu Nowy Świat.
W 2011 roku Waglewski został sklasyfikowany na 22. miejscu listy 30 najlepszych polskich raperów według magazynu Machina.

## Działalność artystyczna
Styl Fisza nie mieści się w jednym gatunku muzycznym. Na początku był członkiem hip-hopowego warszawskiego zespołu RHX. Na pierwszym solowym albumie, Polepione dźwięki (2000), nadal ocierał się o hip-hop; wskazywano na jego inspiracje twórczością Mos Defa. Rok później ukazał się kolejny album Fisza zatytułowany Na wylot. W 2002 roku jako pierwszy artysta hip-hopowy wystąpił w Muzycznym Studio Polskiego Radia im. Agnieszki Osieckiej<\. Później rozpoczął eksperymenty muzyczne między innymi z jazzem na płycie F3, by wrócić do swoich hiphopowych korzeni na płycie Piątek 13.

## Życie prywatne
Jest synem muzyka Wojciecha Waglewskiego i starszym bratem Piotra Waglewskiego. Studiował na Europejskiej Akademii Sztuk. Ukończył grafikę w dwuletniej policealnej Warszawskiej Szkole Reklamy. Przez wiele lat projekt jego autorstwa był oficjalnym logo tej uczelni.

## Nagrody i wyróżnienia

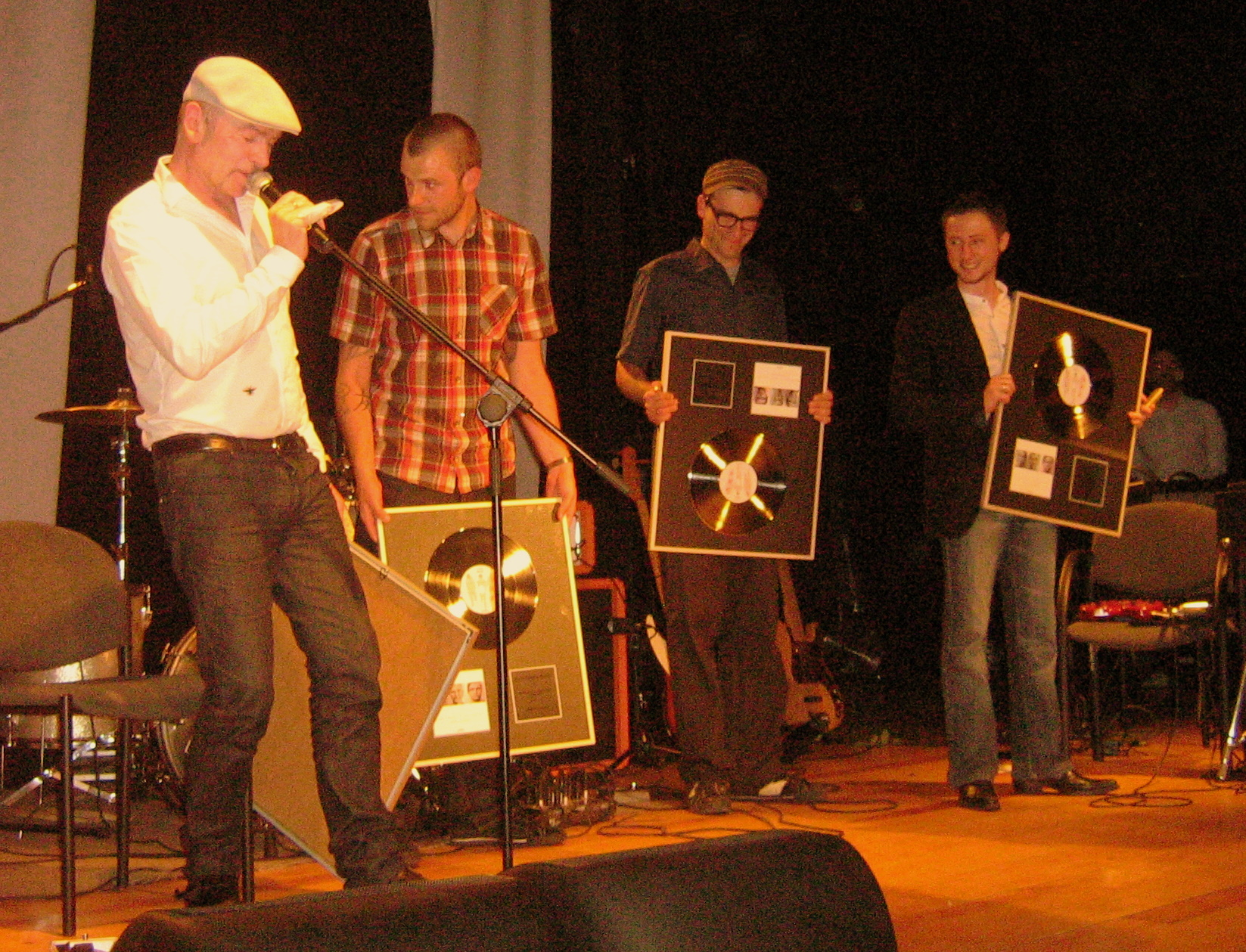
Wojciech Waglewski, Fisz i Emade uhonorowani złotą płytą na Festiwalu Gwiazd w Międzyzdrojach w 2009 roku za album Męska muzyka

Fisz zdobył 8 nominacji do Nagrody Akademii Fonograficznej Fryderyk.
W 2000 roku został nominowany w kategorii fonograficzny debiut roku oraz album roku rap / hip hop („Polepione dźwięki”). W 2001 roku kolejna nominacja album roku hip hop („Na wylot”). W 2003 Fisz i Emade jako Tworzywo Sztuczne zostali nominowani w kategorii album roku muzyka klubowa („F3”). Tworzywo Sztuczne zdobyło nominację do Fryderyka 2004 za album roku muzyka alternatywna („Wielki Ciężki Słoń”). W tej samej kategorii nominowano w 2005 roku album FRU! Fisz Envee. W 2006 roku Fisz razem z bratem Emade otrzymał dwie nominacje do Fryderyków – album roku hip hop / r&b (Piątek 13) i grupa roku (FiszEmade). Fisz zdobył nagrodę Machiner 2000 w kategorii „Płyta niszowa” oraz za sprawą Pawła Sito, wówczas szefa Radiostacji, nominację do „Paszportu Polityki” w kategorii „Jazz, Rock, Pop, Estrada”. „Polepione dźwięki” wybrane zostały polską płytą roku 2000 przez redakcję pisma „Fluid”.
Hiphopowy miesięcznik „Klan” nazwał Fisza „najlepszym / najważniejszym wykonawcą polskim 2001”, jego brata Emade „najlepszym / najważniejszym producentem polskim 2001” a video do singla „Tajemnica” – „najlepszym klipem polskim 2001”. Album „Na wylot”, otwierał listę „najlepszych / najważniejszych płyt polskich 2001”. Otrzymał „Ślizgera 2001” w kategorii „Osobowość”. Album „F3” został (obok 4 innych albumów) wyróżniony w podsumowaniu roku 2002 pisma „Klan” za – „wyjście poza hip-hop”.
W tym samym podsumowaniu wyróżniono producenta płyty – Emade – „za organiczne i elektroniczne smaczki „F3” (obok 4 innych producentów). Kolejnego współ-wyróżnienia doczekał się także pochodzący z albumu singel „Sznurowadła” („za chilloutowy niepokój”) i teledysk do tego utworu autorstwa Tomasza Nalewajka („za krew i umywalkę”). W kwietniu 2005 roku cała trójka – Fisz, Emade oraz ich ojciec Wojciech Waglewski – otrzymała wspólnie (obok 4 innych wyróżnionych) „Fenomen”, nagrodę tygodnika „Przekrój”. W styczniu 2007 otrzymał razem z Emade Paszport „Polityki” w kategorii pop-rock-estrada za (jak napisano w uzasadnieniu): „twórcze poszukiwania i wyznaczanie standardów na krajowej scenie, nową definicję hip-hopu i konsekwentny kurs pod prąd”. Fisz Emade otrzymali również nominację do nagrody Asy Empiku w kategorii najlepszy album hip hop 2006 za „Piątek 13".
W 2012 roku wraz z Emade uzyskał nominację do Fryderyka za album Zwierzę bez nogi w kategoriach Album roku hip-hop/reggae/R&B i Najlepsza oprawa graficzna albumu.

## Dyskografia

### Albumy
| Polepione dźwięki                              | - Data: 26 czerwca 2000 - Wydawca: Asfalt Records        | 12 |                 |                        |
| Na wylot                                       | - Data: 24 września 2001 - Wydawca: Asfalt Records       | 4  | - POL: 15 tys.+ | - POL: złota płyta     |
| Fru! (oraz Envee)                              | - Data: 25 kwietnia 2005 - Wydawca: Asfalt Records       | 4  | - POL: 5 tys.+  |                        |
| Piątek 13 (oraz Emade)                         | - Data: 13 października 2006 - Wydawca: Asfalt Records   | 8  |                 |                        |
| Męska muzyka (oraz Waglewski, Emade)           | - Data: 1 lutego 2008 - Wydawca: Agora SA                | 92 | - POL: 30 tys.+ | - POL: platynowa płyta |
| Heavi Metal (oraz Emade)                       | - Data: 21 listopada 2008 - Wydawca: Asfalt Records      | 18 | - POL: 6 tys.+  |                        |
| Zwierzę bez nogi (oraz Emade)                  | - Data: 30 listopada 2011 - Wydawca: Agora S.A.          | 26 |                 |                        |
| Matka, Syn, Bóg (oraz Waglewski, Emade)        | - Data: 25 października 2013 - Wydawca: Art2 Music       | –  | - POL: 15 tys.+ | - POL: złota płyta     |
| Duchy ludzi i zwierząt (oraz Waglewski, Emade) | - Data: 9 października 2020 - Wydawca: Mystic Production | 3  |                 |                        |
| „–” album nie był notowany.                    |                                                          |    |                 |                        |

### Albumy koncertowe
| Tytuł                                                           | Dane dot. albumu                              |
| --------------------------------------------------------------- | --------------------------------------------- |
| Męska muzyka. Koncert w Fabryce Trzciny (oraz Waglewski, Emade) | - Data: 17 grudnia 2008 - Wydawca: Agora S.A. |

### Single
| "Tajemnica"                            | 2001 | 12 | 40 | 23 | Na wylot         |
| "30 cm"                                | 2002 | 8  | 36 | –  | Na wylot         |
| "Kryminalny bluez" (oraz Envee)        | 2005 | –  | –  | 4  | Fru!             |
| "Kręcioł" (oraz Envee)                 | 2005 | –  | –  | –  | Fru!             |
| "Nie bo nie" (oraz Emade)              | 2006 | –  | –  | –  | Piątek 13        |
| „Męska muzyka” (oraz Waglewski, Emade) | 2008 | –  | 6  | –  | Męska muzyka     |
| „Majty” (oraz Waglewski, Emade)        | 2008 | –  | 18 | –  | Męska muzyka     |
| „Zwierzę bez nogi” (oraz Emade)        | 2011 | –  | –  | –  | Zwierzę bez nogi |
| „–” singel nie był notowany.           |      |    |    |    |                  |

#### Inne notowane utwory
| „Polepiony”                      | 2001 | 16 | –  | Polepione dźwięki |
| „Czerwona sukienka”              | 2001 | 5  | –  | Polepione dźwięki |
| O$ka – „Miałem sen” (oraz Fisz)  | 2001 | 14 | –  | Kompilacja 2      |
| „Wiosna 86" (oraz Emade)         | 2009 | –  | 31 | Heavi Metal       |
| „Dziecko we mgle” (oraz Emade)   | 2012 | –  | 32 | Zwierzę bez nogi  |
| "Ojciec” (oraz Waglewski, Emade) | 2013 | –  | 1  | Matka, Syn, Bóg   |
| „–” utwór nie był notowany.      |      |    |    |                   |

### Inne
| Album                                 | Rok  | Utwór                                                                     | Źródło |
| ------------------------------------- | ---- | ------------------------------------------------------------------------- | ------ |
| Asfalt Wiosna 2000 (kompilacja)       | 2000 | Fisz – „Bla bla bla (wersja czysta i krótka)” Fisz – „Huragan” (EP Remix) | [ 44 ] |
| East Side Unia Vol. II (kompilacja)   | 2000 | Fisz – „Bla Bla Bla”                                                      | [ 45 ] |
| Grammatik – Światła miasta            | 2000 | „Pamiętam” (gościnnie: Fisz)                                              | [ 46 ] |
| T.Love – Model 01                     | 2001 | „Softkariera” (gościnnie: Fisz)                                           | [ 47 ] |
| Muzyka z komiksu (kompilacja)         | 2001 | Fisz – „Polepiony”                                                        | [ 48 ] |
| Klan CD#19 (kompilacja)               | 2001 | Fisz – „Polepiony”                                                        | [ 49 ] |
| Blokersi (ścieżka dźwiękowa)          | 2001 | Fisz – „Drewno (Remix)”                                                   | [ 50 ] |
| Inespe – Ocean szarych bloków         | 2001 | „Raz bliżej, raz dalej” (gościnnie: Fisz)                                 | [ 51 ] |
| DJ 600V – Wkurwione bity              | 2001 | „Spadam” (gościnnie: Fisz)                                                | [ 52 ] |
| O$ka – Kompilacja 2                   | 2001 | „Miałem sen” (gościnnie: Fisz)                                            | [ 53 ] |
| Futro – Futro                         | 2002 | „Wyspy” (gościnnie: Fisz)                                                 | [ 54 ] |
| HIPHOP.PL (kompilacja)                | 2002 | Fisz – „Polepiony”                                                        | [ 55 ] |
| White House – Kodex                   | 2002 | „Na sznurowadle” (gościnnie: Fisz)                                        | [ 56 ] |
| Paktofonika – Archiwum kinematografii | 2002 | „Wielka gra” (gościnnie: Fisz)                                            | [ 57 ] |
| Voo Voo – Płyta                       | 2002 | „Piony, poziomy” (gościnnie: Fisz)                                        | [ 58 ] |
| Emade – Album producencki             | 2003 | „Tylko Tobie” (gościnnie: Fisz)                                           | [ 59 ] |
| To Jest Hip-Hop Vol.1 (kompilacja)    | 2004 | DJ 600V, Fisz – „Spadam”                                                  | [ 60 ] |
| Maria Peszek – Miasto mania           | 2005 | „Ballada nie lada” (gościnnie: Fisz)                                      | [ 61 ] |
| Voo Voo – XX Cz.1                     | 2005 | „Wagle” (gościnnie: Fisz)                                                 | [ 62 ] |
| Marika – Plenty                       | 2008 | „Pieniądze połamane” (gościnnie: Fisz)                                    | [ 63 ] |
| Metro – Hands In Motion               | 2008 | „Big Fysh” (gościnnie: Fisz, DJ BRK)                                      | [ 64 ] |
| Molesta Ewenement – Molesta i kumple  | 2008 | „Inspiracje” (gościnnie: Kosi, Fisz, DJ.B)                                | [ 65 ] |
| Road Rap Hit Vol.1 (kompilacja)       | 2009 | DJ 600V, Fisz – „Spadam”                                                  | [ 66 ] |
| Asfalt Records 1999–2009 (kompilacja) | 2009 | Metro – „Big Fysh” (gościnnie: Fisz, DJ BRK)                              | [ 67 ] |
| T-raperzy znad Wisły – Ekshumacja 2   | 2009 | „Startest” (gościnnie: Fisz)                                              | [ 68 ] |
| Metro – Antidotum 2. Keep Funk Alive  | 2012 | „Niemamczasu” (gościnnie: Fisz, DJ Eprom)                                 | [ 69 ] |

## Filmografia
| Tytuł                     | Rok  | Uwagi                                             |
| ------------------------- | ---- | ------------------------------------------------- |
| "Blokersi”                | 2001 | film dokumentalny, reżyseria: Sylwester Latkowski |
| „Mówią bloki człowieku 2" | 2001 | film dokumentalny, reżyseria: Joanna Rechnio      |

## Teledyski
| Tytuł                                  | Rok  | Reżyseria                          | Album             | Źródło |
| -------------------------------------- | ---- | ---------------------------------- | ----------------- | ------ |
| „Polepiony”                            | 2000 | –                                  | Polepione dźwięki | [ 71 ] |
| „Tajemnica” (gościnnie: Novika)        | 2001 | Tomasz Nalewajek, Fisz             | Na wylot          | [ 72 ] |
| „30cm”                                 | 2002 | –                                  | Na wylot          | [ 73 ] |
| „Kryminalny bluez” (oraz Envee)        | 2005 | Sebastian Pańczyk                  | Fru!              | [ 74 ] |
| „Kręcioł” (oraz Envee)                 | 2006 | Sebastian Pańczyk, Adam Wyrwas     | Fru!              | [ 75 ] |
| „Nie bo nie” (oraz Emade)              | 2006 | Maciej Olbrycht                    | Piątek 13         | [ 75 ] |
| „Męska muzyka” (oraz Waglewski, Eamde) | 2008 | Yach Paszkiewicz                   | Męska muzyka      | [ 76 ] |
| „Heavi metal” (oraz Emade)             | 2009 | Wojtek Zieliński                   | Heavi metal       | [ 77 ] |
| „Zwierzę bez nogi” (oraz Emade)        | 2011 | Tymon Tykwiński, Jakub Drobczyński | Zwierzę bez nogi  | [ 78 ] |